# Bacchette (musica)

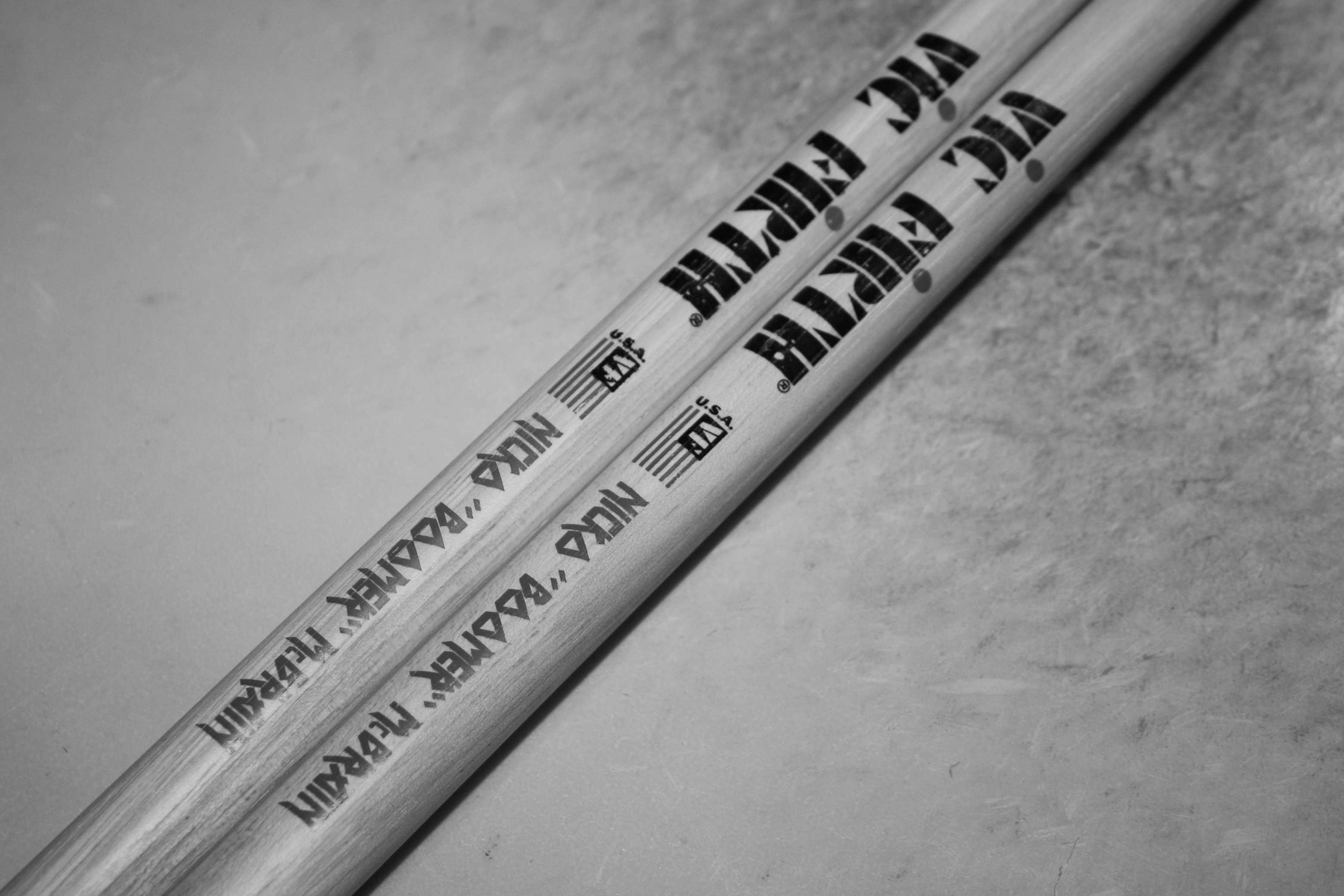
Un paio di bacchette Vic Firth Signature Nicko "Boomer" McBrain

Le bacchette sono oggetti per mezzo dei quali si suonano gli strumenti a percussione. Sono solitamente realizzate in legno di noce americano, ebano, quercia, acero o altre essenze esotiche: di recente sono state realizzate anche bacchette in fibra di carbonio, di lunga durata, o con parti intercambiabili. In passato erano diffuse anche bacchette in acrilico trasparente, di colori brillanti e persino fluorescenti o luminose.

## Modelli
Una tipica bacchetta ha una lunghezza di circa 40 cm ed un diametro di circa 1,4 cm, sebbene il mercato proponga modelli di forme e dimensioni molto varie. I batteristi sono molto esigenti riguardo alla scelta del proprio paio di bacchette, potendo contare su modelli differenti per forma, misura, peso, bilanciamento, densità e consistenza (e quindi elasticità e rimbalzo). Tutti questi fattori, fra loro indipendenti, uniti alla forma e al tipo di punta, hanno diretta influenza sul timbro prodotto dallo strumento percosso.
Ogni azienda produttrice utilizza un diverso codice per identificare le proprie bacchette. Possiamo comunque raggrupparle in alcune categorie tipiche:
- quelle di misura media, molto versatili e adatte a tutti i generi musicali;
- quelle più spesse e pesanti, usate per il rock e pop;
- quelle più sottili e leggere, usate tipicamente per suonare il jazz ed in generale a volume basso;
- quelle molto pesanti, usate per l'hard rock, nelle marching band o per altri usi specifici.

Le più note ditte costruttrici di bacchette sono Vic Firth, Pro-Mark, Vater, Zildjian, Rolls, Ahead, Drum Art, Regal Tip, Gretsch, Ludwig, Lantec, Ideas For Drummers.

### Carbostick
Le bacchette Carbostick sono prodotte in fibra di carbonio e permettono di avere un controllo maggiore nel bilanciamento, rimbalzo e velocità del colpo. Si possono trovare nelle misure 5A, 5B e 7A.
Fra i vantaggi nell'utilizzare delle bacchette Carbostick rispetto alle tradizionali bacchette in legno citiamo che non segnano e non sporcano le pelli e i piatti, nonché un bilanciamento più accurato ed una maggior durata.

La loro caratteristica principale, infatti, è di carattere meccanico, ed è quella di presentare una maggior resistenza alle rotture, alle deformazioni ed alla curvatura, con una durata superiore rispetto ad un paio di bacchette in legno, mediamente dalle 3 alle 8 volte in più.
Il feeling nell'utilizzo delle Carbostick è diverso rispetto alle tradizionali bacchette, in quanto la bacchetta in carbonio assorbe le vibrazioni del colpo senza trasmetterle alla mano. Questo è un vantaggio per quei batteristi che, dopo anni di esperienza, incontrano problemi di tendinite e infiammazioni ai polsi date delle vibrazioni trasmesse dalle bacchette in legno. I batteristi che dopo anni di Carbostick passano alle bacchette tradizionali hanno la sensazione di suonare con una bacchetta rotta, data la grande differenza di vibrazioni trasmesse dalle due tipologie.
Altro vantaggio è dato dalla produzione della bacchetta: pur mantenendo le stesse dimensioni esterne (come diametro e lunghezza), modificando la struttura interna della bacchetta si possono ottenere diversi pesi, punti di bilanciamento, e velocità della stessa. A differenza delle bacchette in legno, dove il materiale è naturale e quindi privo di controllo della struttura, le bacchette in carbonio sono costruite con tolleranze e caratteristiche precise, e ciò permette di creare coppie di bacchette perfettamente identiche.
In genere, il costo di un paio di bacchette Carbostick è approssimativamente il doppio rispetto ad un paio di bacchette in legno.
Per ovviare a questo, attualmente in commercio si possono trovare bacchette Fiberstick prodotte dalla stessa compagnia, con minore percentuale di carbonio, presentano caratteristiche di feeling comprabili alle bacchette in legno (vibrazioni), ma durano dalle 3 alle 5 volte in più e costano sensibilmente meno rispetto alle Carbostick.

### Slapstik
Le Slapstik sono un modello commerciale di bacchette, prodotte dall'omonima azienda, usate per suonare la batteria. Si differenziano da quelle classiche per la linguetta in plastica bianca flessibile posta sulla punta della bacchetta stessa, che consente di effettuare un numero maggiore di elementi percussivi di una bacchetta normale. Nonostante sembri molto facile il suo utilizzo, risulta invece molto difficile. Esistono molte tecniche di utilizzo della bacchetta.

## Anatomia di una bacchetta

### Punta
La punta della bacchetta è la sua terminazione che viene più spesso a contatto con la pelle del tamburo o con la superficie dello strumento. Può essere a forma di oliva, sferica, cilindrica o presentare una forma intermedia. Nelle bacchette in legno la punta della bacchetta può anche essere sostituita con una in nylon che conferisce un suono più brillante sui piatti ed è più robusta, ma può staccarsi dal collo ed è molto senisibile ai colpi accidentali sui bordi dei piatti o dei tamburi.

### Collo o spalla
Il collo o spalla della bacchetta è la sua parte che sostiene la punta. La sua conicità congiunge la punta della bacchetta al fusto. È utilizzata prevalentemente dai batteristi per colpire il bordo di charleston e piatti crash o i bordi di altri strumenti percussivi come il campanaccio.

### Fusto
Il fusto della bacchetta è la sua parte centrale e più pesante, e viene impugnata dal percussionista. In base al contesto musicale in cui si esprime il musicista, la bacchetta è solitamente conforme ad alcuni requisiti di peso. In orchestra, il tamburo viene generalmente suonato con bacchette di piccolo diametro e bilanciamento arretrato rispetto alla punta, che permettono maggiore controllo delle dinamiche durante l'esecuzione. Al contrario, i musicisti di bande militari alle prese con i più sonori tamburi militari prediligono bacchette di diametro consistente.

## Battenti
Per suonare gli strumenti orchestrali a suono determinato o per produrre diverse sonorità dagli strumenti a percussione si utilizzano speciali bacchette con la punta in feltro, filo, gomma o plastica, dal nome di battenti. Anche il pedale della grancassa della batteria controlla un battente, rivestito in genere di feltro ma talvolta di gomma o legno.

## L'impugnatura
L'impugnatura della bacchetta è una parte fondamentale dello studio dei rudimenti di tecnica per un percussionista: l'impugnatura delle bacchette influenza il suono che produce il tamburo e anche il tipo di fraseggio ritmico sulla batteria. Esistono due tipi di “impugnatura” per le bacchette: classica (traditional grip) e moderna o timpanistica (matched grip). Ognuna delle due impugnature presenta vantaggi e svantaggi riguardo al suono e alla difficoltà di apprendimento.
Sebbene sia importante conoscere entrambi i tipi di impugnatura (con le relative varianti), molti batteristi preferiscono studiarne una in particolare e continuare a suonare con quella per abitudine. La scelta dell'uno o dell'altro tipo non crea particolari limitazioni al musicista. L'impugnatura tradizionale può risultare più difficile da apprendere poiché le due mani si muovono in modo diverso: in ogni caso, un apprendimento errato o approssimativo di qualsiasi impugnatura limita notevolmente i movimenti e le possibilità tecniche, musicali ed espressive del percussionista.

### Impugnatura timpanistica

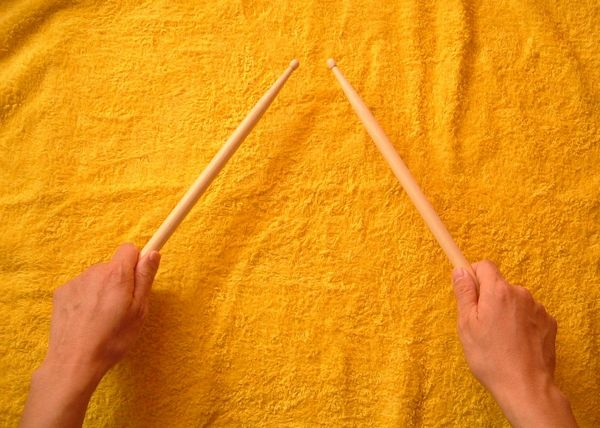
Impugnatura timpanistica

Nell'impugnatura timpanistica (matched grip), tutte e due le bacchette vengono impugnate simmetricamente nella stessa maniera, in modo che il fulcro si posizioni tra il pollice e l'indice, mentre le altre dita vengono utilizzate per controllare il colpo. Con questa impugnatura la bacchetta passa tra pollice ed indice e tra le altre dita ed il palmo della mano. La tecnica del matched grip a sua volta si distingue in tre varianti: francese (french grip), quando le due bacchette vengono impugnate quasi parallele tra loro, con il pollice sopra le bacchette ed il dorso della mano all'esterno; tedesca (german grip), quando le due bacchette formano una "V" rovesciata, i pollici sono rivolti uno contro l'altro ed il dorso è rivolto in alto; americana (american grip) che è una via di mezzo tra quella francese e quella tedesca.

### Impugnatura tradizionale

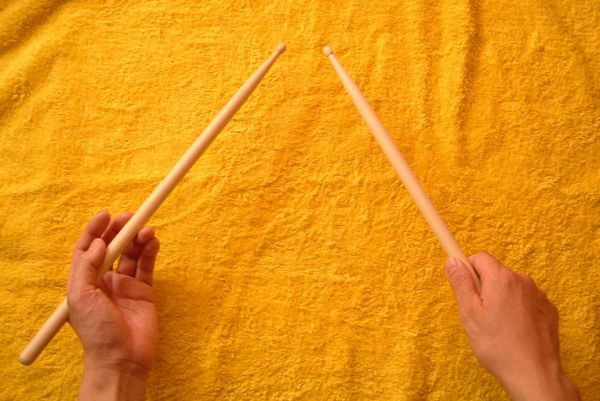
Impugnatura tradizionale

Nell'impugnatura tradizionale (traditional grip o rabbit grip) la mano destra si comporta come nella matched grip. Il palmo della mano sinistra, invece, è perpendicolare a terra o rivolto leggermente verso l'alto: la bacchetta passa tra il pollice ed il palmo della mano in prossimità dell'indice, punto che funge da fulcro, e tra medio ed anulare: il colpo si ottiene ruotando il polso e viene controllato dalle dita indice e anulare. Utilizzando questa tecnica si forma un angolo di circa 120 gradi (comunque mai meno di 90) tra il braccio e la bacchetta. Questa tecnica è stata ideata al fine di suonare in marcia il tamburo tenuto dal musicista a tracolla. "Indossando" infatti il tamburo con una tracolla, quest'ultimo rimane inclinato rispetto al piano orizzontale e l'impugnatura tradizionale si rivela l'unica efficace. Questa impugnatura venne diffusa dai tamburini militari dopo la guerra di secessione americana.